# Eubranchus vittatus
Eubranchus vittatus är en snäckart som först beskrevs av Joshua Alder och Hancock 1842.  Eubranchus vittatus ingår i släktet Eubranchus och familjen Eubranchidae. Inga underarter finns listade i Catalogue of Life.